# Terra Indígena Mamoadate
A Terra Indígena Mamoadate é uma terra indígena na Amazônia Legal com área de aproximadamente 314 000 hectares, localizada nos municípios brasileiros de Assis Brasil e Sena Madureira (estado do Acre) e, é habitada pelos povos "Isolados do Rio Iaco Manchineri", Mashko e, Yaminawá, com uma população de 1 333 pessoas.
Esta área habitada do Aripuanã está registrada no CRI e na Secretaria de Patrimônio da União (SPU) via decreto 254 de 30/10/1991 . A Fundação Nacional dos Povos Indígenas (FUNAI) atua nesta área através da Coordenação Regional do Alto Purus e do Distrito Sanitário Indígena do Alto Rio Purus.

## Demarcação
Segundo a Constituição Federal do Brasil de 1988, as terras indígenas para serem regularizadas devem ser: habitadas de forma permanente; importantes para as atividades produtivas do indígena; local que preserva os recursos necessários ao seu bem-estar, e; local de reprodução física e cultural. Essas regiões são demarcadas pela Fundação Nacional do Índio (FUNAI) conforme o processo descrito no decreto 1775/1996:
1. Estudos de identificação: um antropólogo elabora estudo antropológico e coordenar o grupo técnico especializado que faz a identificação da região;
2. Aprovação da Funai: o relatório do estudo antropológico é aprovado na Funai, e publicado no máximo em 15 dias;
3. Contestações: após a publicação do relatório os interessadas tem no máximo 90 dias para manifestação;
4. Declaração dos limites: Ministro da Justiça no máximo em 30 dias declara os limites da região e, determina a demarcação física, ou desaprova a identificação oficial;
5. Demarcação física: com limites da região declarados, a Funai faz a demarcação física;
6. Homologação: a demarcação é ser submetido à presidência da República para homologar o decreto;
7. Registro: com a região demarcada e homologada, no máximo em 30 dias após a homologação, é registrada no cartório de imóveis da comarca e na Secretaria de Patrimônio da União (SPU)

## Geografia
Município de Assis Brasil possui área municipal de 497 417 ha e área indígena de 156 283 ha.
Município de Sena Madureira possui área municipal de 2 375.306 ha e área indígena de 158 790 ha.

### Fitofisionomia
A Terra Indígena de Aripuanã está localizada na bacia hidrográfica do rio Purus e faz parte do bioma Amazônico, composto exclusivamente pela vegetação de floresta ombrófila aberta (clima mais seco de 2 a 4 meses por ano).

## Organizações
Nesta área atuam nove organizações:
- Jovens com uma missão (Jocum);[1]
- Missão Novas Tribos do Brasil (MNTB), e;[1]
- Comissão Pró-Índio do Acre (CPI-AC).[1]

- Associação do Movimento dos Agentes Agroflorestais Indígenas do Acre (AMAAIAC);

- Manxinerine Ywptowaka;[1]
- Manxinerune Ptohi Kajpaha Hajene - Organização do Povo Indígena Manchineri (MAPKAHA);[1]
- Organização Comunitária Agroextrativistas Jaminawa (OCAEJ);[1]
- Organização do Povo Manchineri do Rio Iaco, e;[1]
- Organização dos Povos Indígenas do Acre, Sul do Amazonas e Noroeste de Rondônia (OPIN).[1]

## Ameaças
A terra indígena é ameaçada por explorador do tipo madeireiro.
De acordo com o projeto Monitoramento da Floresta Amazônica Brasileira por Satélite (PRODES) do Instituto Nacional de Pesquisas Espaciais (INPE), esta área sofreu desmatamento de 1 400 ha até o ano 2023.

## População Tradicional
Em 2007 os povos tradicionais foram reconhecidas pelo Governo do Brasil, através da política de desenvolvimento sustentável das comunidades tradicionais (PNPCT) que ampliou o reconhecimento feito parcialmente na Constituição de 1988, agregando os indígenas, os quilombolas e, outros povos tradicionais, a saber: ribeirinho, castanheira, catador de mangaba, retireiro, cigano, cipozeiro, extrativista, faxinalense, fecho de pasto, geraizeiro, ilhéu, isqueiro, morroquiano, pantaneiro, pescador artesanal, piaçaveiro, pomerano, terreiro, quebradeira de coco-babaçu, seringueiro, vazanteiro e, veredeiro. Aqueles que mantêm um modo de vida primordial ligado aos recursos naturais e ao meio ambiente em que vivem.

## Indígenas no Acre
O estado brasileiro do Acre é marcado por uma grande parte de sua área representada por áreas naturais protegidas como Terras Indígenas (TI) e Unidades de Conservação (UC).
São 35 Terras Indígenas reconhecidas pelo governo federal, mas 24 plenamente regularizadas, ou seja, com demarcações físicas homologadas por decretos presidenciais e cadastradas na Secretaria de Patrimônio da União (SPU) e registradas nos Cartórios de Registros de Imóveis (CRIs) das comarcas, a saber: Alto Rio Purus, Alto Tarauacá, Arara do Igarapé Humaitá, Arara do Rio Amônia, Cabeceira do Rio Acre, Campinas/Katukina, Igarapé Taboca do Alto Tarauacá, Igarapé do Caucho, Jaminawa Envira,  Jaminawa Arara do Rio Bagé, Jaminawa do Guajara, Jaminawa do Igarapé Preto, Jaminawa do Rio Caeté, Kampa do Igarapé Primavera, Kampa e Isolados do Rio Envira, Kampa do Rio Amônea, Katukina/Kaxinawá, Kaxinawá Ashaninka do Rio Breu, Kaxinawá Colônia Vinte e Sete, Kaxinawá da Praia do Carapanã, Kaxinawá do Baixo Rio Jordão, Kaxinawá do Rio Humaitá, Kaxinawá do Rio Jordão, Kaxinawá Nova Olinda, Kaxinawá do Seringal Curralinho, Kaxinawá Seringal Independência,  Kulina do Rio Envira,  Kulina do Igarapé do Pau, Kuntanawa, Mamoadate, Manchineri do Seringal Guanabara, Nawa, Nukini, Poyanawa, Rio Gregório, Riozinho do Alto Envira.
As Terras Indígenas estão localizadas nas bacias dos rios Juruá e Purus, em uma área correspondente a 14,56% de todo o estado, e os indígenas somam aproximadamente 23 mil pessoas. São 15 etnias, mais os grupos isolados, ainda não identificados, a saber: Huni-KUĨ, Ashaninka, Noke-KOĨ, Nukini, Nawa, Manxineru, Jaminawa, Jaminawa-arara, Kuntanawa, Shanenawa, Shawãdawa, Apolima-arara, Madja, Nawá, Manchineri, Kulina, Yawanawá, Katukina, Sayanawa, Poyanawa Povo do Xinane, Isolados Mashco-Piro.